# Rika barn leka bäst (musikalbum)
Rika barn leka bäst, studioalbum av KSMB, släpptes 1981. Skivan skiljer sig mycket från debutalbumet Aktion. De rena punklåtarna samsas här med melodisk rock och till och med dub på "Jag är ingenting".
Spår 2-6 är skrivna av Johan Johansson, spår 7 är skriven av Esteban Guiance och Michael Alonzo, spår 8 och 10 är skrivna av Peter Sjölander och Michael Alonzo och spår 9 är skriven av Johan Johansson, Esteban Guiance, Michael Alonzo och Peter Sjölander.
Skivan rankades av Sonic Magazine i juni 2013 som det 77:e bästa svenska albumet någonsin.

## Låtlista
| Nr           | Titel               | Längd |
| ------------ | ------------------- | ----- |
| 1.           | Intro               | 0:26  |
| 2.           | Sex noll två        | 6:33  |
| 3.           | Upp & ner           | 2:36  |
| 4.           | Polsk zchlager      | 3:53  |
| 5.           | Blått & guld        | 2:32  |
| 6.           | Klockan 8           | 3:14  |
| 7.           | Snopprock           | 2:55  |
| 8.           | Jag är ingenting    | 5:25  |
| 9.           | Jag vill bara dansa | 3:20  |
| 10.          | Drömmar             | 6:02  |
| Total längd: | Total längd:        | 36:56 |

## Medverkande
- Esteban "Steppan" Guiance - Sång
- Michael Alonzo - Sång
- Lars "Guld-Lars" Jonsson - Gitarr
- Johan Johansson - Trummor
- Peter "Ampull" Sjölander - Gitarr
- Magnus Ulvesjö - Bas
- Tomas Gabrielsson - Piano
- Pär Wiklund - Saxofon
- Björn Hallin - Trumpet, flygelhorn
- Per Nordfeldt - Trombon

### Fotnoter
1. ↑  Sonic #69, sommaren 2013